# Jakub Dvorský
Jakub Dvorský (* 19. srpna 1978, Brno) je český výtvarník, kreslíř a tvůrce počítačových her. 

## Život
Na vývoji her se poprvé podílel už za studia na Gymnáziu na třídě Kapitána Jaroše v Brně (maturita 1997) v letech 1994–1995 jako grafik u hry Dračí historie, kterou vytvořila vývojářská skupina NoSense. Poté se podílel i na dalších projektech této skupiny, na hrách Katapult a Asmodeus: Tajemný kraj Ruthaniolu. Tým se rozpadl v roce 1997. 
V letech 1997–2003 studoval na Vysoké škole uměleckoprůmyslové v Praze v ateliéru Filmové a televizní grafiky u prof. Jiřího Barty, kde absolvoval svou první hrou Samorost. Po škole v  založil v roce 2003 studio Amanita Design, které se specializuje na tvorbu počítačových her. Ty vznikají v programu Flash a daly by se charakterizovat jako logické 2D adventury s ploškovými animacemi. Do Amanita Design také odešla část již zmíněného týmu NoSense. Jeho nejznámější hry jsou Samorost 2 a Machinarium. Spolupracoval také na filmu režiséra Jana Svěráka Kuky se vrací, za což byl nominován na Českého lva.
Jeho rodiči jsou výtvarníci Pavel Dvorský (* 8. září 1946 Brno) a Blanka Šperková (* 11. dubna 1948 Banská Bystrica). 

## Hry
- Samorost (2003)
- Rocketman VC – hra pro Nike (2004)
- Samorost 2 (2004)
- The Quest for the Rest – hra pro US skupinu Polyphonic Spree (2006)
- Questionaut – výuková hra pro BBC (2008)
- Machinarium (2009)
- Botanicula (2012)
- Samorost 3 (2016)
- Chuchel (2018)
- Pilgrims (2019)

## Filmografie
- Nusle – krátký animovaný film (2001)
- Plantage – animovaný hudební klip pro skupinu Under Byen (2005)
- Kuky se vrací – výtvarník celovečerního loutkového filmu (režie: Jan Svěrák, 2010)